# A Winged Victory for the Sullen
Gli A Winged Victory for the Sullen sono un gruppo musicale statunitense.

## Storia
Composti da Dustin O'Halloran e Adam Wiltzie, gli A Winged Victory for the Sullen sono attivi a partire dal 2007. Fra i loro album merita menzione Atomos (2014), colonna sonora composta per la Wayne McGregor Random Dance. I dischi degli A Winged Victory for the Sullen sono stati recensiti spesso positivamente.

## Formazione
- Dustin O'Halloran
- Adam Wiltzie

## Discografia

### Album
- 2011 – A Winged Victory for the Sullen
- 2014 – Atomos
- 2019 – The Undivided Five
- 2021 – Invisible Cities

### Extended play
- 2014 – Atomos VII